# Толстоногов, Александр Александрович
Александр Александрович Толстоногов (род. 1940) — советский и российский математик, специалист в области невыпуклого многозначного анализа, член-корреспондент РАН (2006). Заслуженный деятель науки Российской Федерации (2002).

## Биография
Родился 4 марта 1940 года в с. Дубровное Северо-Казахстанской области.
В 1963 году окончил факультет летательных аппаратов Казанского государственного авиационного института. После окончания вуза учился в аспирантуре, в 1967 году защитил кандидатскую диссертацию «Некоторые задачи оптимального управления с ограниченными фазовыми координатами» и до 1975 года работал там же.
С 1969 по 1974 год — преподаватель Казанского высшего командно-инженерного училища.
С 1975 года работает в подразделениях Сибирского отделения Академии наук СССР (РАН):
- заведующий лабораторией Сибирского энергетического института СО АН СССР;
- заведующий лабораторией, заведующий отделом, главный научный сотрудник (с 1997 года), заведующий лабораторией дифференциальных включений и оптимизации (с 2000) в настоящее время — заместитель директора по научной части Института динамики систем и теории управления СО РАН).

С 1976 по 2000 год — преподаватель, профессор, заведующий кафедрой Иркутского государственного университета. В 1982 году защитил докторскую диссертацию «Дифференциальные включения с невыпуклой правой частью в банаховом пространстве».
С 1993 по 1997 год — профессор Иркутской государственной экономической академии, с 2006 года — профессор Иркутского государственного технического университета.
25 мая 2006 года избран членом-корреспондентом РАН по Отделению математических наук.
Член клуба «1 июля».
Сын Дмитрий — кандидат физико-математических наук.

## Научная деятельность
Ведет исследования в следующих областях: теория дифференциальных и эволюционных включений; теория непрерывных селекторов многозначных отображений с невыпуклыми значениями и их приложения к невыпуклым задачам вариационного исчисления и оптимального управления.
Разработал единообразный подход для изучения дифференциальных и эволюционных включений, основанный на технике непрерывных селекторов многозначных отображений с невыпуклыми значениями, позволивший установить новые свойства множества решений различных классов включений и управляемых систем. Результаты А. А. Толстоногова по теории непрерывных селекторов являются рабочим инструментом при изучении невыпуклых задач различной природы. Они открывают новые перспективы при изучении невыпуклых задач вариационного исчисления и оптимального управления и получили широкое мировое признание. Совместно с А. Ю. Горновым сделано обобщение классической теоремы Н. Н. Боголюбова на случай интегрального функционала на множестве допустимых пар траектория — управление нелинейной эволюционной управляемой системы с невыпуклыми смешанными ограничениями на управление. В качестве приложения изучена нелинейная гиперболическая управляемая система. Исследована бесконечномерная задача оптимального управления с интегральным функционалом, содержащим невыпуклую по управлению подынтегральную функцию, и с дифференциальными связями в форме нелинейного эволюционного уравнения.
В соавторстве с профессором В. А. Дыхтой им подготовлены несколько учебных пособий, которые широко используются в экономических вузах России, Монголии и Китая.
Научно-организационная деятельность
- член Объединенного ученого совета по математике и информатике СО РАН;
- член редколлегий международных математических журналов: «Set-valued Analysis», «Nonlinear Analysis, Theory, Methods & Applications», «Discussiones Mathematicae, ser. Differential Inclusions, Control and Optimization», «Journal of Nonlinear Functional Analysis and Differential Equations».

- Дифференциальные включения в банаховом пространстве. Новосибирск, 1986. 297 с.;
- Непрерывные селекторы многозначных отображений с невыпуклыми, незамкнутыми разложимыми значениями // Мат. сб. 1996. Т.187, N 5. с.121-142;
- Lp-непрерывные селекторы неподвижных точек многозначных отображений с разложимыми значениями // Сиб. мат. журн. 1999. Т.40, № 3. с.695-709; № 5. с.1167-1181; № 6. с.1410-1426;
- Теорема Боголюбова при ограничениях, порожденных эволюционной управляемой системой второго порядка // Изв. РАН. Сер. мат. 2003. Т.67, № 5. С.177-206;
- Релаксация в управляемых системах субдифференциального типа // Там же. 2006. Т.70, вып.1. С.129-162.

## Награды
- Заслуженный деятель науки Российской Федерации (2002)[3]
- Орден Почёта (2012)[4]
- Орден Александра Невского (2021)[5].
- Лауреат премии СО АН СССР в области фундаментальных исследований (1987)[1]